# Morane-Saulnier P
Die Morane-Saulnier Type P war ein von der französischen Firma Société Anonyme des Aéroplanes Morane-Saulnier entwickelter Schirm-Eindecker, der im Ersten Weltkrieg als Aufklärungsflugzeug eingesetzt wurde.

## Entwicklung
Der Typ P war die Weiterentwicklung der von Morane-Saulnier gebauten Modelle Morane-Saulnier L- und LA mit leistungsfähigerem Motor, stärkerer Bewaffnung und verbesserter Aerodynamik. Der schlanke Rumpf mit rundem Querschnitt unterschied das Flugzeug deutlich von seinem Vorgänger mit kastenartigen Rumpf. Die Tragflächen erhielten Querruder, auch das Seitenleitwerk wurde modifiziert. Der Umlaufmotor war zunächst einer hufeisenförmigen Verkleidung umgeben, wurde aber später seitlich rundum verkleidet. Beibehalten wurde die für Morane-Flugzeuge typische spitz zulaufende Propellerhaube.

## Einsatz
Unter der Bezeichnungen MS.21 für den Typ P mit Le-Rhône-9J-Motor bzw. MS.26 für die Morane-Saulnier P mit dem verbesserten Le-Rhône-9Jb-Motor setzte die französischen Fliegertruppe die „Parasol“ ab Anfang 1916 als Aufklärer und leichten Bomber ein. Das britische Royal Flying Corps beschaffte ebenfalls 142 Maschinen; unter anderem waren die bei der Schlacht an der Somme eingesetzten Squadrons 1 und 3 mit ihnen ausgerüstet. Die kaiserlich-russische Kriegsluftflotte erhielt etwa zehn Flugzeuge des Typs P, dort als Morane IV oder abgekürzt Mortschet („Морчет“) bezeichnet. Diese flogen in der 19. Staffel unter Stabshauptmann Kasakow, später während der Brussilow-Offensive in dessen 1. Jagdgeschwader.
Die Bewaffnung bestand gewöhnlich aus einem über der Tragfläche fest montierten, nach vorne über den Propeller feuernden Maschinengewehr, meist ein 7,7-mm-Vickers- oder 7,9-mm-Hotchkiss-MG. Die Russen verwendeten auch verfügbare MGs der Typen Colt und Madsen. Bei späteren Serienmaschinen wurde das für den Piloten vorgesehene nach vorne feuernde MG mit der Propellerwelle synchronisiert und am Rumpf befestigt. Ein zweites MG war für den Beobachter im hinteren Sitz angebracht. Zwei Flugzeuge einer einsitzigen Version wurden erprobt, kamen aber nicht zur Serienfertigung.
Die Morane-Saulnier P war nicht leicht zu fliegen, aber bei erfahrenen Piloten durchaus beliebt. Sie wurde als zweisitziger Jäger, leichter Bomber und Nahaufklärer verwendet und bewährte sich wegen ihrer langen Flugdauer besonders zur Artilleriebeobachtung.
Nach dem Krieg wurden auch die Luftstreitkräfte Japans und Brasiliens mit Morane-Saulnier P beliefert.
Morane-Saulnier entwickelte den Type P weiter zum Nachfolgemodell Morane-Saulnier AR, der bis in die 1930er-Jahre noch als Schulflugzeug verwendet wurde. Die Parasol P wurden ab 1917 aus dem Fronteinsatz zurückgezogen, überwiegend mit 80 PS leistenden Umlaufmotoren Le Rhône 9C bestückt und als Schulflugzeuge benutzt.
Die Morane-Saulnier P im Leistungsvergleich
| Name                | Land                   | Motorstärke | Höchstgeschwindigkeit | Startmasse | Bewaffnung            | Gipfelhöhe |
| ------------------- | ---------------------- | ----------- | --------------------- | ---------- | --------------------- | ---------- |
| Morane-Saulnier P   | Frankreich             | 110 PS      | 163 km/h              | 760 kg     | 2 MG, Bomben          | 4.800 m    |
| Morane-Saulnier L   | Frankreich             | 80 PS       | 123 km/h              | 480 kg     | 1 MG                  | 4.700 m    |
| Morane-Saulnier AR  | Frankreich             | 80 PS       | 125 km/h              | 764 kg     | keine                 | 4.600 m    |
| Nieuport 12         | Frankreich             | 110 PS      | 144 km/h              | 875 kg     | 2 MG                  | 4.300 m    |
| Sopwith 1½ Strutter | Vereinigtes Königreich | 130 PS      | 164 km/h              | 975 kg     | 2 MG, 100 kg Bomben   | 3.960 m    |
| R.A.F. R.E.8        | Vereinigtes Königreich | 150 PS      | 164 km/h              | 1.302 kg   | 2–3 MG, 102 kg Bomben | 4.115 m    |
| Roland C.II         | Deutsches Reich        | 160 PS      | 165 km/h              | 1.284 kg   | 2 MG, Bomben          | 4.000 m    |
| Rumpler C.I         | Deutsches Reich        | 160 PS      | 150 km/h              | 1.330kg    | 1–2, 100 kg Bomben    | 5.000 m    |

## Technische Daten
| Kenngröße             | Daten Morane-Saulnier P                          |
| --------------------- | ------------------------------------------------ |
| Besatzung             | 1 Pilot, 1 Beobachter                            |
| Länge                 | 7,18 m                                           |
| Spannweite            | 11,20 m                                          |
| Höhe                  | 3,48 m                                           |
| Flügelfläche          | 18,00 m²                                         |
| Flügelstreckung       | 7,0                                              |
| Leermasse             | 433 kg                                           |
| Startmasse            | 730 kg                                           |
| Triebwerke            | 1 × Umlaufmotor Le Rhône 9J, 110 PS (82 kW)      |
| Bewaffnung            | 1–2 Lewis- oder Vickers-Maschinengewehre, Bomben |
| Höchstgeschwindigkeit | 163 km/h in NN                                   |
| Höchstgeschwindigkeit | 156 km/h in 2000 m Höhe                          |
| Steigzeit auf 2000 m  | 7:20 min                                         |
| Steigzeit auf 3000 m  | 15:50 min                                        |
| Dienstgipfelhöhe      | 4880 m                                           |
| Flugdauer             | 2:30 h                                           |
| Stückzahl             | 565                                              |